# Манастир Сибница
Манастир Сибница је српски православни манастир. Налази се у истоименом месту Сибница (Сопот) и припада шумадијској епархији.

## Историја
Манастирски храм посвећен је Светој Петки. Смештен је у атару села Сибница, на локалитету Сеона, у сливу истоимене речице, на темељима знатно старијег. Манастирска црква је ниска једнобродна грађевина са високим четвоространим звоником изнад западног портала. Сибница важи за старо место, које је некада било познато под називом Горња Сеона. Тачна година изградње као и време настанка манастира у Сибници није позната. С’ краја 16. века, у Смедеревском дефтеру број 184, у Београдској нахији код села Сеоне забележен је манастир Пречисте. Очигледно је то био по братству мали манастир будући да је наведен само један монах, али не и мали по имовини, како су годишње дажбине износиле 300 акчи. Података када је овај манастир напуштен и срушен нема, постоји само претпоставка да је до запустошења овог манастира дошло у првим турским налетима, односно најкасније око половине XVI века.
Почетком XX века, стари манастир посвећен Светој Петки, поново је оживео. Прича се да се Владимиру Влајку Милосављевићу, Сибничанину који се налазио на робији, јер је на себе преузео очеву кривицу и казну због убиства човека, једне ноћи у сну јавила Света Петка и рекла му да иде у Сибницу да нађе мошти светитељске. Након што му се и наредне ноћи јавила са истом поруком, он је сан испричао управнику затвора. Мислећи да се ради о неком преваранту управник га је отерао. Међутим, након што је овај догађај испричао својој супрузи, она га убеди да пусти Влајка да покуша пронаћи гроб и мошти Светитеља. Након што се 1924. године, Влајко вратио у Сибницу, у трагању су му поред чобанина Јовице Ристивојевића, помагали и други Сибничани. Када су већ одустали од трагања, Влајку се Светитељка поново јави у сну и објасни му где да копа. На указаном месту наиђоше на зидове неке грађевине, а унутар зидова мошти, за које је Влајко већ спремио ковчег. Влајко је од своје куће пренео стару зграду чатмару која је имала два одвојена одељена. У једно одељење су сместили ковчег, а по зидовима су окачили њима доступне иконе и друге свете слике.